# 杜丰 (北魏)
杜丰（？—？），籍贯不详，北魏官员。

## 生平
太平真君六年八月壬寅（445年10月2日），高凉王拓跋那率兵到达曼头城。吐谷浑首领慕利延带着他的部落穿过沙漠向西逃去。慕璝之子被囊领兵迎战，被拓跋那击败。被囊率领轻装骑兵逃走。中山公杜丰率精锐骑兵追赶，穿过三危山，来到雪山，活捉了被囊、什归和乞伏炽磐的儿子乞伏成龙，全部押送到平城。慕利延于是又向西进入于阗国。和平二年，魏文成帝拓跋濬南巡，从定州前往邺城，三月丁巳朔（461年3月27日），魏文成帝在灵丘亲自射箭越过山峰，散骑常侍、征东将军、光禄大夫、中山公杜丰作为五十一名内侍之一跟随参与了这次南巡。